# Chronology Volume 2
Chronology Volume 2 (2001-2006) es el segundo de dos álbumes de grandes éxitos de la banda de rock cristiano, Third Day. Fue lanzado al mercado el 7 de agosto de 2007 en 2 CD/DVD. Las canciones incluidas en este álbum fueron tomadas desde Come Together (2001) hasta Wherever You Are. El DVD incluye un documental de la banda, videos bootleg, videos en vivo (incluyendo Sky Falls Down y Come Together), videos de los fanáticos, y el videomontaje Tunnel.

## CD
1. Come on Back to Me
2. Show Me Your Glory
3. You Are So Good To Me (en vivo en Atlanta, 2006)
4. Rockstar
5. Mountain of God (junto con Ashley Cleveland)
6. Sing a Song
7. Come Together
8. God of Wonders (junto con Caedmon's Call) (en vivo en Filadelfia, 2002)
9. Cry out to Jesus (en vivo en Mobile, 2006)
10. Creed (en vivo en Portland, 2002)
11. Tunnel
12. I Believe
13. Nothing Compares
14. Blessed Assurance (en vivo en Atlanta, 2006)
15. Movin' on up
16. I See Love (junto con Steven Curtis Chapman y Bart Millard de Mercyme)
17. I Can Feel It (en vivo en Atlanta, 2006)
18. Carry Me Home